# Fricativa palatal-velar sorda
La fricativa palatal-velar sorda (también llamada fricativa dorso-palatal velar sorda, fricativa postalveolar y velar sorda, o fricativa coarticulada velar y palatoalveolar sorda) es una consonante fricativa que cubre un rango de sonidos similares usados en la mayoría de los dialectos del idioma sueco, transcribiéndose como [ɧ]. En el sueco comúnmente se le llama sonido sje, en función de su escritura más común. Otra grafía de /ɧ/ suele ser sk delante de vocales e, i, ö y ä. El mismo sonido suele también aparecer con la ortografía stj, skj, ti, entre otras. Los sonidos dentro del rango tienen unas propiedades acústicas muy similares, no demasiado diferentes al sonido [ç] del neerlandés meridional, o del alemán ch después de e o i, y una característica labialización distinta. El Alfabeto Fonético Internacional describe a [ɧ] como unos "[ʃ] y [x] simultáneos" (sh inglesa y j española), pero esta afirmación no está aceptada por algunos fonetistas, incluyendo a un antiguo presidente del AFI.